# Robert Vrečer
Robert Vrečer (* 8. Oktober 1980) ist ein ehemaliger slowenischer Radrennfahrer.

## Leben
Robert Vrečer wurde 2004 slowenischer Meister im MTB-Cross Country.
Seine internationale Karriere im Straßenradsport begann 2006 bei dem slowenischen Continental Team Radenska Powerbar. In den Jahren 2008 und 2009 gewann er insgesamt fünf Eintagesrennen der UCI Europe Tour. 2008 und 2010 gewann er die Trofeo Gianfranco Bianchin. Im Jahr 2010 gewann er die Gesamtwertungen der Istrian Spring Trophy und der Slowakei-Rundfahrt. 2011 gewann er wiederum die Istrian Spring Trophy und außerdem das Etappenrennen Szlakiem Grodów Piastowskich. 2012 entschied er die slowenische Meisterschaft im Einzelzeitfahren sowie die Tour of Hellas und die Oberösterreich-Rundfahrt für sich. Hierauf erhielt er für 2013 einen Vertrag beim UCI ProTeam Euskaltel Euskadi und gewann bei der Tour de Suisse 2013 die Berg- und Sprintwertung.
Im Mai 2014 wurde er für 20 Monate gesperrt, weil er bei der Polen-Rundfahrt 2013 positiv auf Clomifen getestet wurde. Er kehrte nicht in den Radsport zurück.

## Erfolge
| 2004 - Slowenischer Meister – MTB-Cross Country 2008 - Cronoscalata Gardone V.T. - Giro del Medio Brenta - Ljubljana-Zagreb - Kroz Vojvodina I deo - Trofeo G. Bianchin 2009 - Zagreb-Ljubljana 2010 - Gesamtwertung und zwei Etappen Istrian Spring Trophy - Gesamtwertung und zwei Etappen Slowakei-Rundfahrt - Trofeo G. Bianchin | 2011 - Gesamtwertung, Prolog und eine Etappe Istrian Spring Trophy - Gesamtwertung und eine Etappe Szlakiem Grodów Piastowskich - Prolog Slowenien-Rundfahrt 2012 - eine Etappe Tour du Loir-et-Cher - Gesamtwertung und eine Etappe Tour of Hellas - Slowenischer Meister – Einzelzeitfahren - Gesamtwertung und eine Etappe Oberösterreich-Rundfahrt - eine Etappe Tour du Gévaudan Languedoc-Roussillon 2013 - Berg- und Sprintwertung Tour de Suisse |

## Teams
- 2006 Radenska Powerbar
- 2007 Radenska Powerbar
- 2008 Radenska KD Financial Point
- 2009 Adria Mobil
- 2010 Perutnina Ptuj (Radsportteam)|Perutnina Ptuj
- 2011 Perutnina Ptuj
- 2012 Team Vorarlberg
- 2013 Euskaltel Euskadi
- 2014 Team Vorarlberg (bis 22. Mai)